# زوفیا یامری
زوفیا یامری (لهستانی: Zofia Jamry؛ زادهٔ ۲۹ دسامبر ۱۹۱۸–۲۷ فوریه ۲۰۰۶) بازیگر اهل لهستان بود.
از فیلم‌هایی که وی در آن‌ها نقش داشته‌است، می‌توان به ترانه عاشقانه‌ای برای یانوشک، موضوعی برای حل و فصل، یک نسل و ترانه‌های ممنوعه اشاره نمود.